# Archipiélago Reina Adelaida
Archipiélago Reina Adelaida är öar i Chile.   De ligger i regionen Región de Magallanes y de la Antártica Chilena, i den södra delen av landet, 2 100 km söder om huvudstaden Santiago de Chile.